# Darrow Hooper
Clarence Darrow Hooper (Fort Worth, Texas, 1932. január 30. – 2018. augusztus 19.) olimpiai ezüstérmes amerikai atléta, súlylökő.

## Pályafutása
Az 1952-es helsinki olimpián ezüstérmes lett súlylökésben. Egyéni  legjobbja 17,41 m volt, amit 1952-ben ért el.

## Sikerei, díjai
- Olimpiai játékok – súlylökés
  - ezüstérmes: 1952, Helsinki